# كارلوس فوينتس
كارلوس فوينتس ماسياس (بالإسبانية: Carlos Fuentes Macías) روائي وعالم اجتماع ودبلوماسي مكسيكي، ولد في بنما في 11 نوفمبر 1928. ويعد واحدا من أهم كتّاب أمريكا اللاتينية في نهاية القرن العشرين في الرواية والمقال. تم ترشيحه لنيل جائزة نوبل في الأدب في عدة مناسبات. من بين إنتاجه الادبي يبرز هاله، موت أرتميو كروث، المنطقة الأكثر شفافية وأرض نوسترا. من بين العديد من الجوائز حصل على جائزة رومولو جايجوس وجائزة أمير أستورياس للأدب عام 1994، وفي عام 2009 حصل على الصليب العظم لإيزابيل الكاثوليكية، وتم تعيينه عضوًا شرفيًا لأكاديمية المكسيك للغة في أغسطس 2001، وتوفي كارلوس فوينتس يوم 15 مايو 2012 عن عمر يناهز 84 عاماً.

## السيرة الذاتية
ولد كارلوس فوينتس في بنما لأبوين مكسيكيين في 11 نوفمبر 1928، وكان أبوه دبلوماسيًا، ولهذا قضى فوينتس طفولته متنقلا بين عواصم أمريكا اللاتينية:مونتيبديو، ريو دي جانيرو، واشنطن العاصمة، سانتياغو، كيتو وبوينوس آيريس، التي سافر إليها والده عام 1943 بصفته مستشارًا في السفارة المكسيكية، وكان يقضي فترات الصيف وهو يدرس في مدينة مكسيكو حتى لا يفقد لغة أو تاريخ بلده. قضى الفترة ما بين 1941 و 1943 في مدينة سانتياجو دي تشيلي وبوينس آيريس وهناك تأثر بشخصيات ذات دراية واسعة بثقافة أمريكا اللاتينية، وعندما أتم 16 عاما سافر إلى المكسيك والتحق بالمدرسة الإعدادية بالمركز الجامعي المكسيكي، وبدأ حياته المهنية صحفيًا في مجلة اليوم، وحصل على المركز الأول في المسابقة الأدبية التي أقامتها مدرسة فرانسيس موراليس، وتخرج في كلية الحقوق بالجامعة الوطنية المستقلة في المكسيك، وحصل أيضا على شهادة في الاقتصاد من المعهد العالي للدراسات الدولية بجنيف. كان فوينتس من أبرز كُتّاب الواقعية السحرية إلى جانب غارسيا ماركيز وفارغاس يوسا.

## السياسة
اعتبر كارلوس أن هدف أدبه هو اكتشاف روح المكسيك، وتسليط الأضواء على تاريخها ومعاناتها مع الاكتشاف، الغزو. ويشير فوينتس:’إنّ غارات كتائب ‘سانشو فييّا’ في شمال البلاد، ومحاربي ‘إميليانو زاباتا’ في الجنوب جاءت كردّ فعل عنيف على موت ‘شمس المكسيك الخامسة’ حيث مات معها العالم المكسيكي للسكّان الأصليين الهنود. قد قال: إن الشعب له الحق في أن يحلم بمستقبله، فإنّني أقول إن الشعب له الحق كذلك أن يحلم بماضيه. أن تحلم بالماضي، أن تجعله حيّا أمامك. إنّ فوينتس مقتنع أنه ليس هناك حاضر حيّ، ولا ماض ميّت. كان يحلم باسترداد الهويّة الضائعة بعد القطيعة التي أحدثتها التدخّلات الأجنبية إسبانية كانت أم فرنسية أم إنكليزية أو أمريكية، التي كانت تقدّم وجبات جاهزة لجمهوريات نيسكافية، أي ‘ديموقراطية’ حسب النموذج الغربي لا تتوافق ولا تستجيب لمطالب بلدان أمريكا اللاتينية المعذّبة. كان فوينتس منذ بداية ستينات القرن العشرين متمرداً على قيم الطبقة الوسطى لعائلته، وعلى إثر ذلك انضم إلى الحزب الشيوعي لكنه ترك الحزب عام 1962 على الرغم من أنه حافظ على ولائه المخلص للقيم الماركسية النقية 

## وفاته
في 15 مايو 2012، توفي فوينتيس في مستشفى أنجيليس ديل بيدريجال في جنوب مكسيكو سيتي من نزيف حاد. [11] [39] تم إحضاره إلى هناك بعد أن وجده طبيبه منهارًا في منزله في مكسيكو سيتي. [11]
كتب الرئيس المكسيكي فيليبي كالديرون على موقع تويتر، «أنا آسف بشدة لوفاة محبوبنا والمعجب به كارلوس فوينتيس، الكاتب والمكسيكي العالمي. إرقد بسلام». [7] صرّح ماريو فارغاس يوسا  الحائز على جائزة نوبل: «معه نفقد كاتبًا ترك عمله وحضوره بصمة عميقة». [7] وصف الرئيس الفرنسي فرانسوا هولاند  فوينتيس بأنه «صديق عظيم لبلدنا» وذكر أن فوينتيس «دافع بحماسة عن فكرة بسيطة وكريمة عن الإنسانية». [40] غرد سلمان رشدي "RIP Carlos my friend". [40]
تلقى فوينتيس جنازة رسمية في 16 مايو، حيث أوقف موكبه الجنائزي لفترة وجيزة حركة المرور في مكسيكو سيتي. أقيم الحفل في Palacio de Bellas Artes وحضره الرئيس كالديرون. [40]

## أعماله الروائية
- الجهة الشفافة
- فيديريكو في شرفته
- شموس المكسيك الخمس
- آورا 1962
- موت آرتيميو كروس 1962
- الجهة الأكثر شفافيَّة 1958
- رقصة الذكرى المئوية، سيرة

## جوائز وتكريم
جائزة رومولو غاييغوس عام 1977،
جائزة سرفانتس 1978،
جائزة الأمير آستورياس للآداب 1994.
كما أنه رُشِّح لجائزة نوبل للآداب 

## وصلات خارجية
- كارلوس فوينتس على موقع IMDb (الإنجليزية)
- كارلوس فوينتس على موقع الموسوعة البريطانية (الإنجليزية)
- كارلوس فوينتس على موقع مونزينجر (الألمانية)
- كارلوس فوينتس على موقع ألو سيني (الفرنسية)
- كارلوس فوينتس على موقع ميوزك برينز (الإنجليزية)
- كارلوس فوينتس على موقع أول موفي (الإنجليزية)
- كارلوس فوينتس على موقع قاعدة بيانات الأفلام السويدية (السويدية)
- كارلوس فوينتس على موقع إن إن دي بي (الإنجليزية)
- كارلوس فوينتس على موقع ديسكوغز (الإنجليزية)
- كارلوس فوينتس على موقع قاعدة بيانات الفيلم (الإنجليزية)